# Saint-Jean-d'Ataux
Saint-Jean-d'Ataux è un comune francese di 119 abitanti situato nel dipartimento della Dordogna nella regione della Nuova Aquitania.

## Società

### Evoluzione demografica
Abitanti censiti